# Grand Ferry
Il Grand Ferry è un traghetto di proprietà della Mh Marine Company, appartenuto alla SNCM dal 1983 al 2016 con il nome di Corse.

## Servizio
Varato il 16 ottobre 1982 nel cantiere navale Dubigeon-Normandie SA - Praire-au-Duc di Nantes con il nome di Corse e consegnato nel maggio del 1983 alla SNCM, giunge per la prima volta nel porto di Marsiglia il 24 maggio.

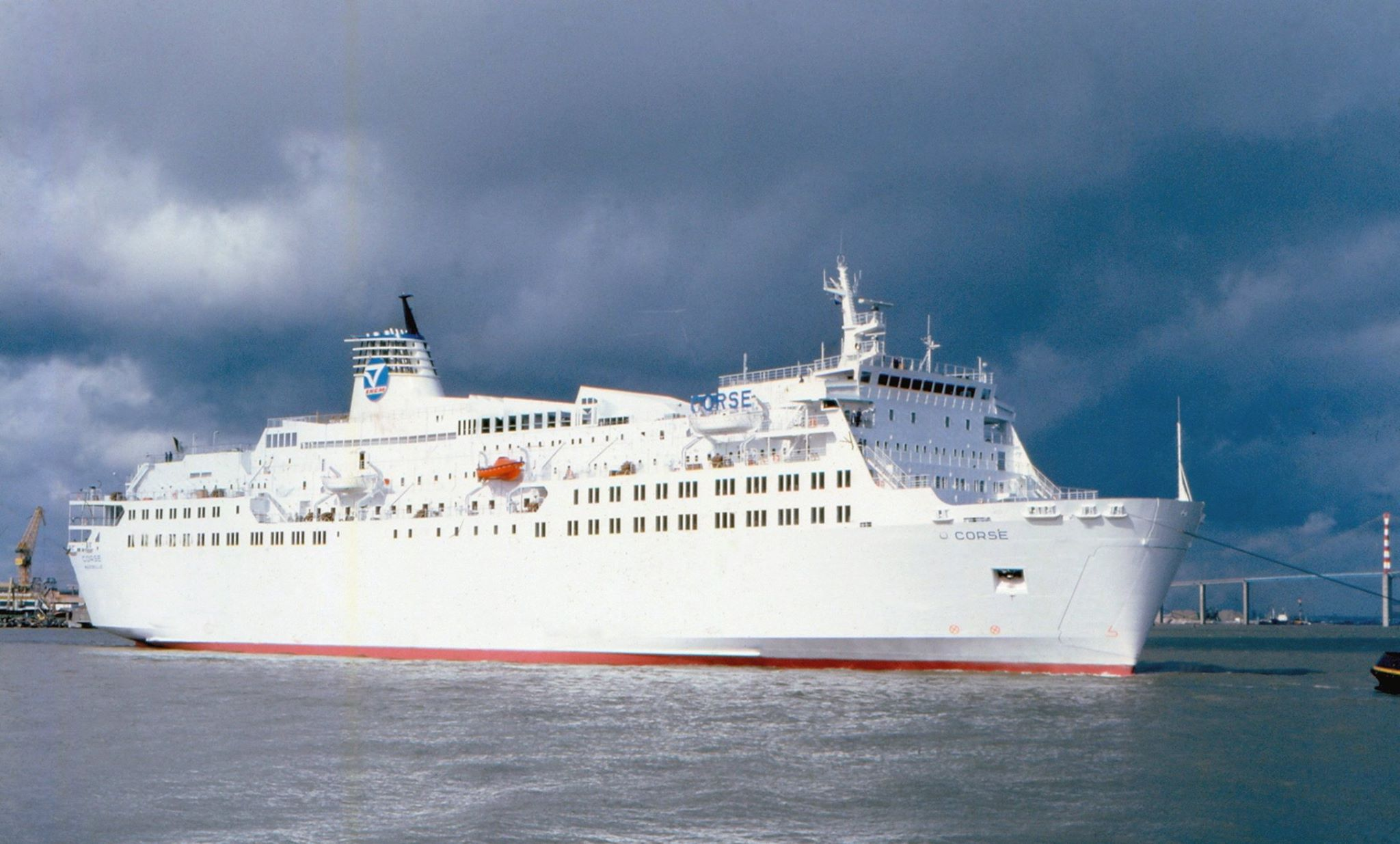
Il Corse in partenza dal cantiere navale nell'aprile del 1983.

Il 16 giugno 1983 viene battezzato a Nizza e la sera stessa prende servizio sui collegamenti tra Marsiglia, Corsica e Tunisi.
A marzo 1984 viene utilizzato per il recupero delle truppe francesi in Libano.
Il 18 settembre 1990 viene noleggiato dall'esercito francese per il trasporto delle truppe da Tolone all'Arabia Saudita.
A marzo 1992 viene di nuovo utilizzato per il trasporto delle truppe in Jugoslavia.
Tornato in servizio, il 4 settembre 1992 colpisce una scogliere con la poppa durante l'evoluzione nel porto di L'Île-Rousse, venendo quindi fermato a Marsiglia per le dovute riparazioni.
Nel 2001 vengono aggiunti degli sponsor sulle fiancate.

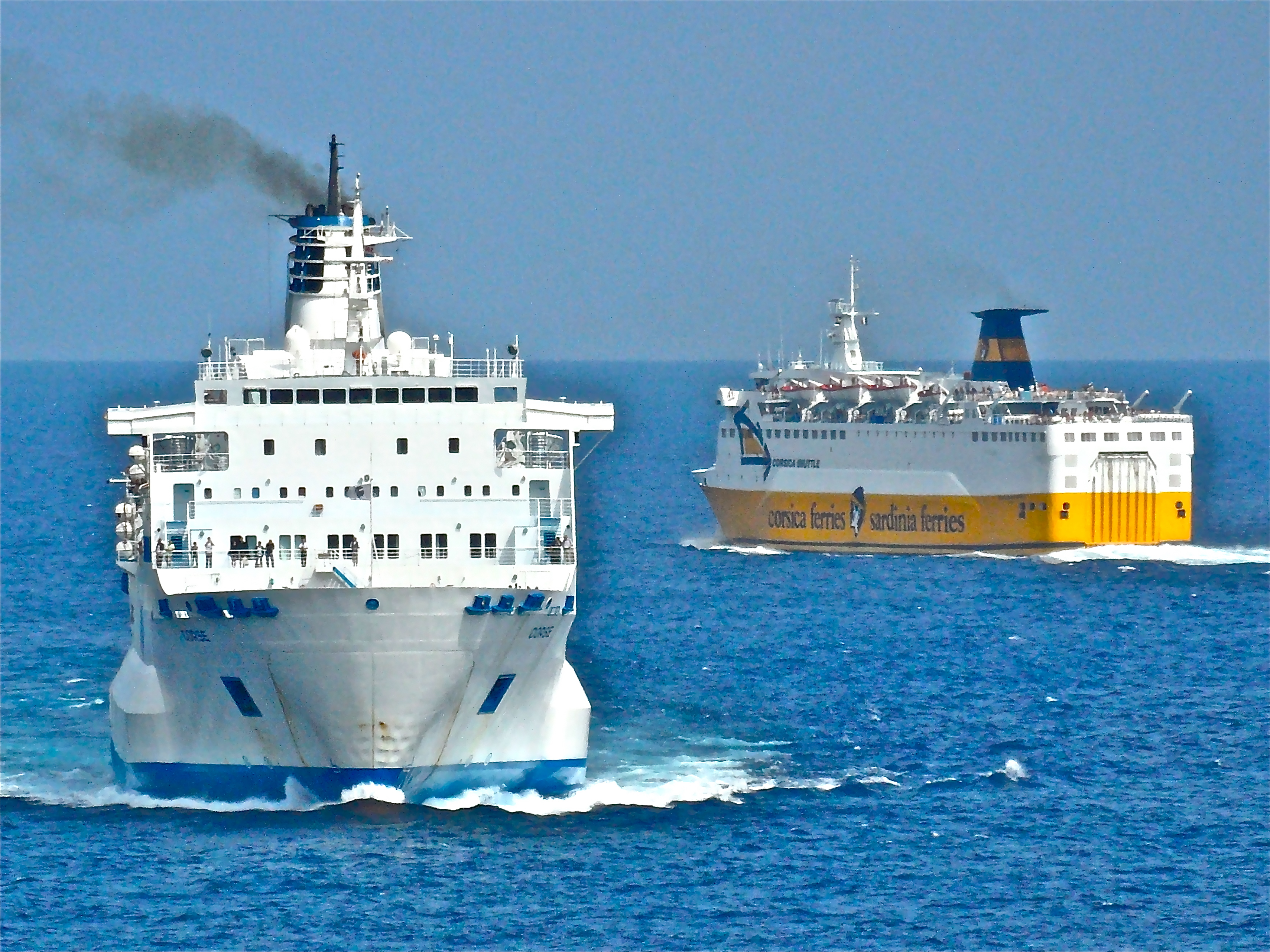
Il Corse in arrivo ed il Corsica Marina Seconda in partenza da Bastia nel 2011.

Il 13 settembre 2007 prende servizio sulla Sète-Oran-Skikda-Bejaja.
Il 2 marzo 2009, durante la manutenzione in bacino di carenaggio presso l'Union Naval di Marsiglia, rimane bloccato in cantiere a causa del fallimento del cantiere navale. Il 20 marzo viene liberato e riprende il servizio.

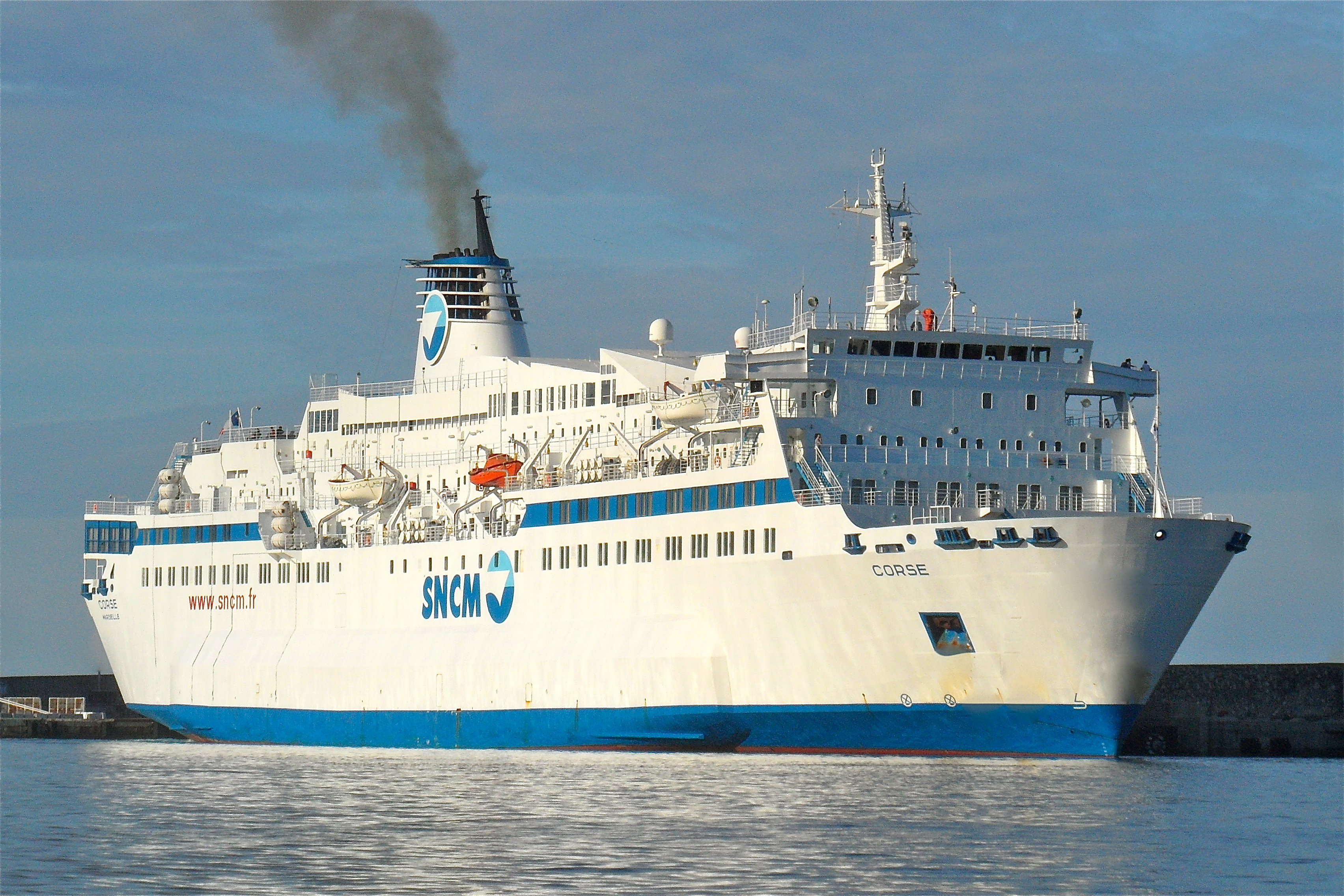
Il Corse ormeggiato a Bastia nel 2012.

Nel gennaio del 2016, in seguito al fallimento della SNCM, non viene integrato nella flotta della neonata Corsica Linea come le altre unità della flotta a causa dell'anzianità, venendo posto in disarmo a Salamina a partire dal 21 maggio 2016.
Nel novembre del 2016 viene venduto alla MH Marine Company e dopo aver issato bandiera di Palau parte alla volta del Mar Rosso.
Nel marzo del 2018 viene ribattezzato Grand Ferry.
Attualmente è da anni ormeggiato a Bushehr, in Iran.

## Navi gemelle
- Mistral Express